# Università della California - Merced
La Università della California - Merced (UC Merced o UCM) è il decimo e più recente campus della Università della California. Esso si trova nella contea di Merced, in California, appena a nord-est dalla città di Merced e tra le città di Modesto e Fresno.
Il campus è stato ufficialmente inaugurato nel 2002 ed è attivo dal 2005. Il sito universitario ha tutti i suoi edifici certificati LEED.